# Vicente Rama
Vicente Rama (Cebu City, 6 juni 1897 - 24 december 1956) was een Filipijns politicus.

## Biografie
Vicente Rama werd geboren op 6 juni 1897 in Cebu City. Hij studeerde van 1908 tot 1910 rechten aan de Escuela de Derecho. Nadien was hij werkzaam als schrijver, redacteur en uitgever van kranten in Cebu, zoals progess en Bag-ong Kusog.
Bij de verkiezingen van 1922 werd Rama namens het 3e kiesdistrict van Cebu gekozen in het Filipijns Huis van Afgevaardigden. Bij de verkiezingen van 1925 werd hij herkozen en ook bij de verkiezingen van 1934 werd hij weer gekozen in het Huis. Nadat in 1935 de Filipijnse Grondwet was aangenomen werden het Filipijns Huis van Afgevaardigden en de Senaat opgeheven en vervangen door de eenkamerig Nationale Assemblee van de Filipijnen. Rama werd namens het 3e kiesdistrict gekozen in deze Assemblee. Na afloop van zijn termijn werd Rama benoemd tot burgemeester van Cebu City. Bij de verkiezingen van 1941 werd hij gekozen in de Senaat van de Filipijnen. In 1946 werd hij herkozen in de Senaat met een termijn tot 1949.
Rama overleed in 1956 op 59-jarige leeftijd.

### Boeken
- Miguel R. Cornejo (1939) Cornejo's Commonwealth directory of the Philippines, Encyclopedic ed., Manilla
- Remigio Agpalo, Bernadita Churchill, Peronilla Bn. Daroy en Samuel Tan (1997), The Philippine Senate, Dick Baldovino Enterprises

### Websites
- Online Roster of Philippine Legislators, website Filipijns Huis van Afgevaardigden (geraadpleegd op 29 juli 2015)
- List of Previous Senators, website Senaat van de Filipijnen (geraadpleegd op 29 juli 2015)

- International Standard Name Identifier: 0000 0000 4904 8807
- Library of Congress Control Number: no2004024252
- Nederlandse Thesaurus van Auteursnamen: 273288210
- Virtual International Authority File: 41546485
- WorldCat: E39PBJdRxMBfM63WmHwGryQDv3